# Jan Snoek
Jan Snoek (Den Haag, 15 januari 1896 - Den Haag, 15 januari 1981) was een Nederlandse wielrenner, die in 1925 een tweede plaats behaalde tijdens het wereldkampioenschap stayeren bij de profs. In 1919, 1921, 1924, 1925, 1927 en 1928 werd hij Nederlands kampioen stayeren.